# Federal Aviation Administration
Federalna Administracja Lotnictwa (ang. Federal Aviation Administration, FAA) – organ nadzoru lotniczego, agencja Ministerstwa Transportu Stanów Zjednoczonych powstała celem regulacji i nadzoru wszystkich aspektów lotnictwa cywilnego w Stanach Zjednoczonych. Została powołana do życia na mocy Federalnej Ustawy o Lotnictwie z 1958 roku jako Federal Aviation Agency. Obecną nazwę przybrała w 1966 roku, kiedy stała się częścią amerykańskiego Ministerstwa Transportu.

## Zadania
Do głównych zadań agencji należą:
- regulacja systemu transportu komercyjnego
- regulacja przepisów nawigacji lotniczej i kontroli standardów lotu
- wspieranie i rozwijanie aeronautyki, w tym nowych technologii w lotnictwie
- wydawanie, zawieszanie i uchylanie certyfikatów pilotów
- wspieranie i promocja bezpieczeństwa w lotnictwie cywilnym
- rozwijanie i obsługa systemu kontroli ruchu lotniczego i nawigacji dla samolotów cywilnych i wojskowych
- badanie i rozwijanie Systemu Krajowej Przestrzeni Powietrznej (National Airspace System)
- przeprowadzanie programów mających na celu kontrolę wpływu lotnictwa cywilnego na środowisko.

## Podział administracyjny agencji
Siedziba agencji znajduje się w Waszyngtonie, a sama organizacja podzielona jest na dziewięć regionów:
- Region Alaski – Anchorage, Alaska
- Region Gór Północno-zachodnich – Renton, Waszyngton
- Region Zachodniego Pacyfiku – Hawthorne, Kalifornia
- Region Południowy – Fort Worth, Teksas
- Region Centralny – Kansas City, Missouri
- Region Wielkich Jezior – Chicago, Illinois
- Region Południowy – Atlanta, Georgia
- Region Wschodni – Jamaica, Nowy Jork
- Region Nowej Anglii – Burlington, Massachusetts

## Lista Administratorów FAA
Lista administratorów FAA od początku istnienia agencji (Stan z dnia 10.09.2023):
- Elwood Richard Quesada (1958–1961)
- Najeeb Halaby (1961–1965)
- William F. McKee (1965–1968)
- John H. Shaffer (1969 –1973)
- Alexander Butterfield (1973–1975)
- John L. McLucas (1975–1977)
- Langhorne Bond (1977–1981)
- J. Lynn Helms (1981–1984)
- Donald D. Engen (1984–1987)
- T. Allan McArtor (1987–1989)
- James B. Busey (1989–1991)
- Thomas C. Richards (1992–1993)
- David R. Hinson (1993–1996)
- Jane Garvey (1997–2002)
- Marion Blakey (2002–2007)
- Robert A. Sturgell (2007–2009)
- Lynne Osmus (2009–2009)
- Randy Babbitt (2009–2011)
- Michael Huerta (2011–2018)
- Daniel K. Elwell (2018–2019)
- Stephen Dickson (2019–2022)
- Billy Nolen (2022–2023)
- Polly Trottenberg (od 2023)